# Majed Al Haj
Majed Al Haj (tiếng Ả Rập: ماجد الحاج, sinh ngày 6 tháng 4 năm 1985 ở Damascus, Syria) là một cầu thủ bóng đá Syria. Hiện tại anh thi đấu cho Al-Wahda SC Damascus. Anh đá ở vị trí tiền đạo.

## Sự nghiệp quốc tế
Al Haj là thành viên của đội tuyển U-19 Syria giành hạng tư ở Giải vô địch bóng đá U-19 châu Á 2004 ở Malaysia và là thành viên của đội tuyển U-20 Syria tham dự Giải bóng đá trẻ vô địch thế giới 2005 ở Hà Lan. Anh thi đấu trước Canada, Ý và Colombia trong vòng bảng FIFA U-20 World Cup và trước Brasil ở Vòng 16 đội. Anh ghi một bàn thắng trước Canada trong trận đấu đầu tiên của vòng bảng.

### Bàn thắng quốc tế
Tỉ số và kết quả liệt kê bàn thắng của Syria trước:
| Bàn thắng | Ngày                | Địa điểm                                   | Đối thủ | Tỉ số | Kết quả | Giải đấu         |
| --------- | ------------------- | ------------------------------------------ | ------- | ----- | ------- | ---------------- |
| 1         | 21 tháng 3 năm 2009 | Sân vận động Quốc tế Aleppo, Aleppo, Syria | Qatar   | 1–2   | 1–2     | Giao hữu quốc tế |

## Danh hiệu

### Câu lạc bộ
Al-Jaish
- Giải bóng đá ngoại hạng Syria: 2002–03, 2009–10
- Cúp bóng đá Syria: 2002–03
- Cúp AFC: 2004

### Đội tuyển quốc gia
- Giải vô địch bóng đá U-19 châu Á 2004: Hạng tư
- Giải bóng đá trẻ vô địch thế giới 2005: Vòng 16 đội
- Đại hội thể thao Tây Á 2005: Á quân